# Brachyopa vacua
Brachyopa vacua är en tvåvingeart som beskrevs av Osten Sacken 1875. Brachyopa vacua ingår i släktet savblomflugor, och familjen blomflugor. Inga underarter finns listade i Catalogue of Life.